# Jörn Eckert
Jörn Eckert (* 15. Mai 1954 in Rendsburg; † 21. März 2006 in Kiel) war ein deutscher Jurist, Rechtshistoriker und Hochschulprofessor. Von 2004 bis 2006 war Eckert Rektor der Christian-Albrechts-Universität zu Kiel.

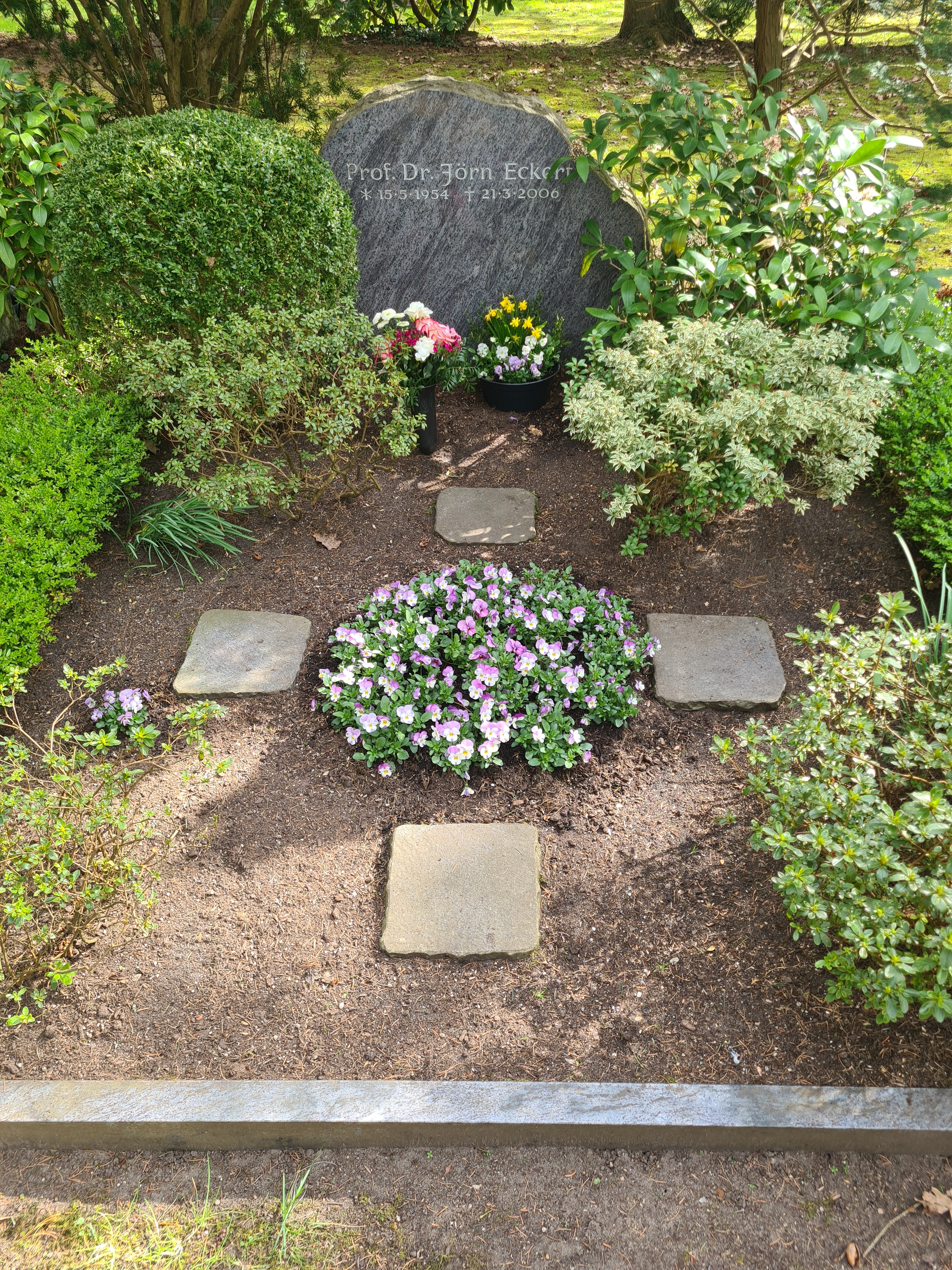
Das Grab von Jörn Eckert auf dem Südfriedhof in Kiel

## Leben
Nach seinem Abitur 1974 in Eutin studierte Eckert von 1976 bis 1981 Rechtswissenschaften an der Christian-Albrechts-Universität zu Kiel. Nach seinem Ersten Juristischen Staatsexamen im Jahre 1981 leistete er von 1982 bis 1985 sein Referendariat in Schleswig-Holstein und Hamburg. Mit der Arbeit „Der 'objektive Beobachter' in der Rechtsprechung des Bundesgerichtshofes in Zivilsachen“ wird er 1983 in Kiel zum Dr. jur. promoviert. 1985 folgt die Zweite Juristische Staatsprüfung. Nach einer Assistenz am Lehrstuhl für Deutsche Rechtsgeschichte, Bürgerliches Recht und Handelsrecht der Christian-Albrechts-Universität zu Kiel (Hans Hattenhauer) in den Jahren 1985 bis 1991 habilitierte er sich 1991 mit einer Schrift über die Ausbreitung, Ausgestaltung und Aufhebung der geschlossenen Adelsgüter (Fideikommisse). Durch den Fakultätskonvent der Rechtswissenschaftlichen Fakultät der Christian-Albrechts-Universität zu Kiel wurde Jörn Eckert die Lehrbefähigung für die Fächer Deutsche Rechtsgeschichte, Bürgerliches Recht und Handelsrecht verliehen.
Nach einer Lehrstuhlvertretung an der Universität Kiel nahm er 1991 einen Ruf als Professor der Universität Potsdam an und war 1994/1995 Dekan der Juristischen Fakultät. Von 1995 bis 1996 war er zudem als Richter am Brandenburgischen Oberlandesgericht tätig.
1996 erhielt Eckert Rufe auf den Lehrstuhl für Bürgerliches Recht und Europäische Rechtsgeschichte am Fachbereich Rechtswissenschaften der Universität Hamburg sowie auf den Lehrstuhl für Deutsche und Europäische Rechtsgeschichte, Bürgerliches Recht und Handelsrecht an der Christian-Albrechts-Universität zu Kiel. Im Jahre 1997 nahm er den Ruf nach Kiel an. Von 2000 bis 2002 war er Dekan der dortigen juristischen Fakultät. Von Juni 2004 bis zu seinem Tode war Eckert Rektor der Christian-Albrechts-Universität zu Kiel. Mit Nachdruck setzte er sich für die Reform der Universität sowie für den Erhalt ihrer Autonomie ein.
Im Jahr 1997 wurde er schleswig-holsteinischer Landesvorsitzender des Deutschen Hochschulverbandes. Am Schleswig-Holsteinischen Oberlandesgericht war er seit 1998 als Richter im 2. Hauptamt tätig. 2005 wurde er Mitglied der Akademie der Wissenschaften in Hamburg. Er war zudem Mitglied der Vereinigung für Verfassungsgeschichte.
Eckerts Forschungsschwerpunkte lagen bei der Geschichte der Gesetzgebung und Rechtswissenschaft der DDR sowie der Juristenausbildung in der NS-Zeit. Eckert war Mitinitiator des alle zwei Jahre stattfindenden Rechtshistorikertages im Ostseeraum.
Im März 2006 verstarb er an den Folgen einer Krebserkrankung. Er hinterließ eine Frau und drei Kinder. Sein Grab befindet sich auf dem Kieler Südfriedhof (D 139).

## Schriften (Auswahl)
- Der 'objektive Beobachter' in der Rechtsprechung des Bundesgerichtshofes in Zivilsachen, (zugleich Dissertation), Kiel 1983.
- Herausgeber: Sprache – Recht – Geschichte. Rechtshistorisches Kolloquium 5.–9. Juni 1990, Christian-Albrechts-Universität zu Kiel, Heidelberg 1991.
- Der Kampf um die Familienfideikommisse in Deutschland. Studien zum Absterben eines Rechtsinstitutes, (zugleich Habilitationsschrift), Frankfurt am Main 1992.
- Wenn Kinder Schaden anrichten. Die Pflicht zur Beaufsichtigung von Minderjährigen und Behinderten in Elternhaus, Schule, Heim und Kindergarten, 2. Auflage, München 1993.
- Herausgeber: Bibel und Recht, Frankfurt am Main 1994.
- Herausgeber: Das Zivilgesetzbuch der DDR vom 19. Juni 1975. Rechtswissenschaftliches Kolloquium an der Juristischen Fakultät der Universität Potsdam, Potsdam 1995.
- Herausgeber: Geschichte und Perspektiven des Rechts im Ostseeraum – Erster Rechtshistorikertag im Ostseeraum, 8.–12. März 2000, Frankfurt am Main 2002.
- Herausgeber: Reform des deutschen Schuldrechts – Tagung der Rechtswissenschaftlichen Fakultät der Christian-Albrechts-Universität und des Vereins Kieler Doctores Iuris e. V., Baden-Baden 2003.
- Herausgeber: Der praktische Nutzen der Rechtsgeschichte. Hans Hattenhauer zum 8. September 2001, Heidelberg 2003.
- Herausgeber: Juristische Fakultäten und Juristenausbildung im Ostseeraum – 2. Rechtshistorikertag im Ostseeraum, Lund 12.–17. März 2002, Stockholm 2004.
- Schuldrecht – Allgemeiner Teil, 2. Auflage, Baden-Baden 2005.
- Schuldrecht – Besonderer Teil, 4. Auflage, Baden-Baden 2005.
- Sachenrecht, 4. Auflage, Baden-Baden 2005.